# Do the B-Side
Do the B-Side là album tổng hợp thứ ba của Do As Infinity được phát hành vào năm 2004. Album tổng hợp lại những ca khúc B-Side(không phải bài hát chủ đề) trong các đĩa đơn đã được phát hành trước đây của band, 49000 bản đã được tiêu thụ.

## Danh sách

### Đĩa 1
1. "Wings" (Đôi cánh- Strong Mix)
2. "Chiriyuku Yūbe" (散り行く夕辺?)
3. "Sell..."
4. "Glasses" (Kính thủy tinh)
5. "My Wish - My Life" (Ước vọng của tôi - Cuộc đời của tôi)
6. "Carnaval"
7. "Signal" (シグナル Shigunaru?)
8. "Tsurezure Naru Mama Ni" (徒然なるままに Bên tôi cùng sự chán ngắt và buồn tẻ?)
9. "Remember the Hill?" (Nhớ ngọn đồi không?)
10. "What You Gonna Do?" (Bạn sắp làm gì?)
11. "Mellow Amber" (Hổ phách ngọt ngào)
12. "10W40"
13. "Treasure Pleasure" (トレジャプレジャ Toreja Pureja?)

### Đĩa 2
1. "Be Free"

## Xếp hạng
| Bảng xếp hạng (2004) | Thứ hạng | Thời gian trụ hạng |
| -------------------- | -------- | ------------------ |
| Oricon Nhật Bản      | 7        | 8 tuần             |